# معرض فكترن دايتون للطيران

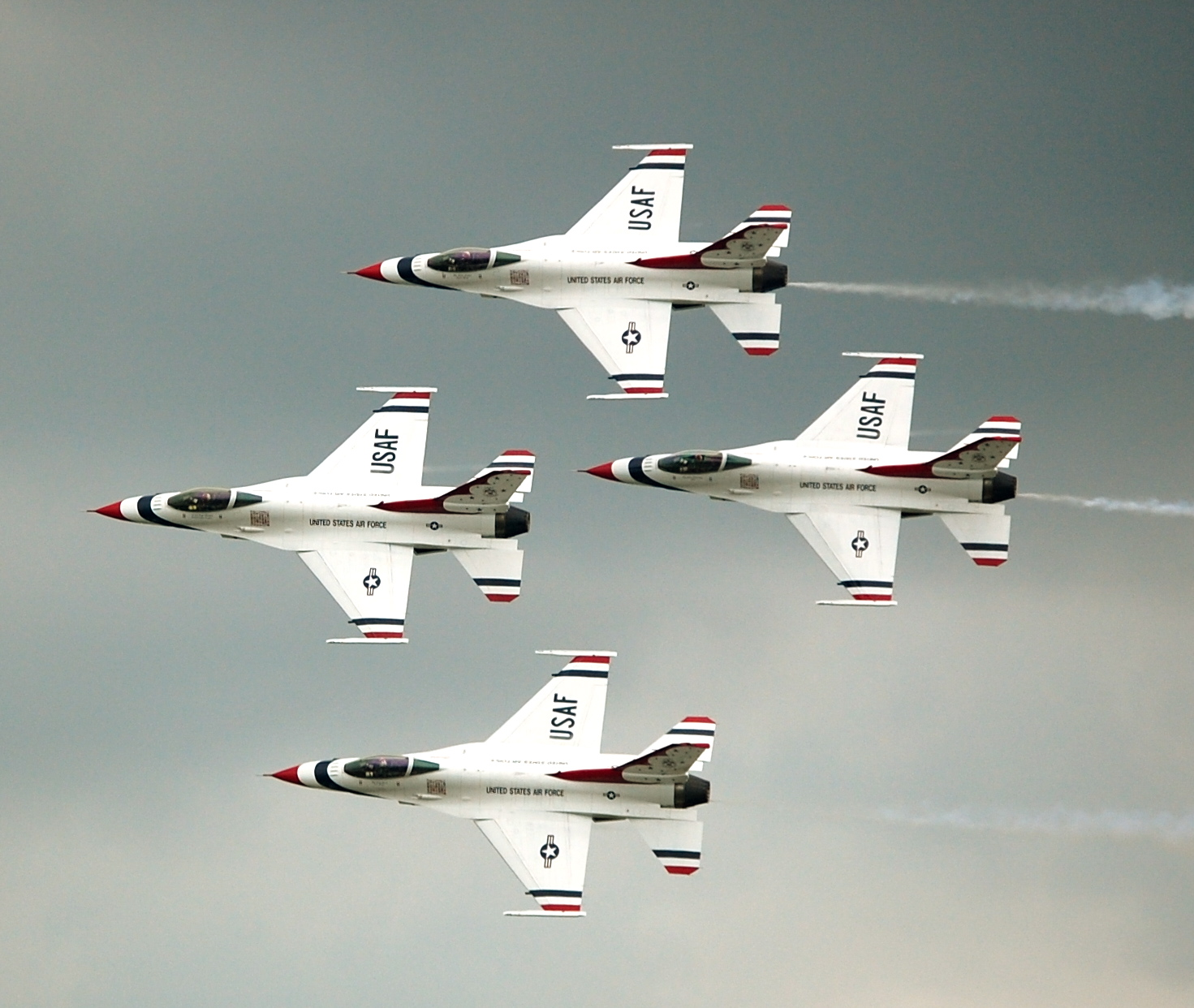

معرض فكترن دايتون للطيران، (Vectren Dayton Air Show). هو حدث سنوي يعقد في مطار دايتون الدولي في فندليا، أوهايو ، على بعد ثمانية أميال شمال دايتون، أوهايو. يتم العرض في عطلة نهاية الأسبوع في منتصف شهر يوليو من كل عام، ولكن اعتبارًا من 2013 ، أواخر شهر يونيو. يعود تاريخ معرض الطيران هذا إلى عام 1910 وشركة رايت. دايتون هي مسقط رأس الأخوان رايت، حيث بنى أورفيل وويلور أول طائرة تعمل بالطاقة. الراعي الرئيسي للبرنامج هو شركة Vectren ، ويعتبر أحد أهم أحداث الطيران في البلاد.
تشير التقديرات إلى أن معرض دايتون الجوي لعام 2010، اجتذب ما يقرب من 80,000 شخص وكان له تأثير 5 ملايين دولار على الاقتصاد المحلي لمنطقة دايتون. يُقدر أن عرض عام 2012 سيكون له تأثير قدره 3 ملايين دولار على اقتصاد دايتون.